# Elizabeth Báthory
Grevinde Elizabeth Báthory (Báthory Erzsébet på ungarsk; Alžbeta Bátoriová(-Nádasdy) på slovakisk; Elżbieta Batory på polsk) (7. august 1560 – 21. august 1614) var en ungarsk grevinde fra den berømte Báthory-slægt. Hun er den mest berygtede seriemorder i ungarsk og slovakisk historie og huskes som Blodgrevinden fra Čachtice, efter sit slot nær Trenčín, nu i Slovakiet, hvor hun tilbragte det meste af sit liv.
Efter hendes ægtemands død skulle hun og fire andre efter sigende have torteret og dræbt hundreder af piger og unge kvinder; et vidne siger over 600 ofre. I 1610 blev hun idømt husarrest i Čachtice Slot, hvor hun sad muret inde i sit værelse til hun døde fire år senere. Da hun var grevinde, blev hun aldrig stillet for retten. Báthory-sagen har inspireret mange legender, deriblandt en falsk historie om at grevinden skulle bade i blodet af jomfruer for at forblive ung. Fra disse historier kommer de moderne tilnavne som Blod-grevinden og Grevinde Dracula.

## Liv

### Barndom
Elizabeth Báthory blev født på familiens gods i Nyírbátor i Ungarn den 7. august 1560. Hun tilbragte sin barndom på Ecsed Slot. Hendes far var Georg Báthory af Ecsed-grenen af familien, bror til Andreas Báthory, fyrste af Transsylvanien; hendes mor var Anna Báthory (1539-1570), datter af Stefan Báthory af Somlyó-grenen, også fyrste af Transsylvanien. Gennem sin mor var hun niece til den berømte Stefan Báthory som blev konge af Polen.

### Ægteskab
Da Báthory var 11 år gammel blev hun forlovet med Ferenc Nádasdy og flyttede til Nádasdy Slot i Sárvár. I 1575, blev hun 15 år gammel gift med Nádasdy i Varannó.
Nádasdys bryllupsgave til Elizabeth var hans hjem Čachtice Slot i Karpaterne ved Trencsén og landstedet Čachtice og 17 nærliggende landsbyer. Selve slottet var omgivet af en landsby og landbrugsjord. I 1602 købte Nádasdy slottet af kejser Rudolf 2., så det blev familiens.
I 1578 blev Nádasdy øverstbefalende af de ungarske tropper og ledede dem i krig mod det Osmanniske Rige. Han blev anset for at være både tapper og ond. Den osmanniske hær gav ham tilnavnet ”den Sorte Ridder". Mens hendes ægtemand var i krig, passede Elizabeth Báthory både forretninger og ejendommene. Og omsorg for de slovenske bønder, herunder sygepleje.
Under den lange krig mod det Osmanniske Rige (1593-1606) var hun ansvarlig for at forsvare sin ægtmands ejendomme, som lå på vejen til Wien. Trusslen var alvorlig for landsbyen Csejte var tidligere blevet plyndret af den osmanniske hær, og Sárvár, som lå tættere på grænsen der delte Ugarn og det Osmanniske rige, var i endnu større fare.
Hun var veluddannet og kunne læse og skrive fire sprog.
Hun var interesseret i videnskab og astrologi.
Hendes ægtemand døde i 1604 i en alder af 47 år. Hans død tilskrives normalt en skade, som han pådrog sig på slagmarken, mens andre påstår at han blev myrdet af en prostitueret eller af general Giorgio Basta, hvis rædselsregime hærgede Transsylvanien og skabte tilbagegang for den ellers magtfulde familie Báthory. Senere nægtede Kong Matthias at betale en gæld til Nádasdy.

### Arrestation

#### Efterforskning
Imellem 1602 og 1604 klagede den luthersk sognepræst István Magyari over grusomheder både offentligt og i retten i Wien, og derefter spredte rygterne sig. Det tog de ungarske myndigheder nogen tid at reagere på Magyaris klager, og endelig i 1610 pålagde kong Matthias György Thurzó, pfalzgreve af Ungarn, at efterforske klagerne. Thurzó gav 2 notarius ordrer til at samle beviser i marts 1610.
Inden han fik resultaterne drøftede Thurzó fremtidige sagsanlæg med Elizabeths søn Paul og to af hendes svigersønner. En retssag og en henrettelse ville have skabt en offentlig skandale, vanære af en adelig og indflydelsesrig familie (som regerede Transsylvanien), og Elizabeths besiddelser ville være blevet beslaglagt af tronen. Thurzó indvilligede i, at Elizabeth Báthory skulle holdes under streng husarrest og at yderligere straf skulle undgås. Det blev også bestemt at kong Matthias ikke skulle betale den enorme gæld, som han manglede at betale fordi han manglede penge.

#### Anholdelse og retssag
Thurzó rejste til Csejte/Čachtice den 29 december 1610 og anholdt Elizabeth Báthory og fire af hendes tjenestefolk, som var beskyldt for at være Elizabeths medskyldige. Thurzós mænd fandt efter sigende en pige død og en døende, en kvinde blev fundet såret, andre låst inde.
Mens grevinden blev sad i husarrest, blev hendes medskyldige bragt for retten. Retssagen blev i hast forberedt og holdt 7 januar 1611 i Bytča. Beviserne blev fremført for højesteretsdommer Theodosious Syrmiensis de Szulo og 20 dommere. Elizabeth var ikke til stede ved retssagen. Retssagen indeholdt intimidering og tortur og fulgte ikke nutidens standarder. Elizabeth blev også beskyldt for hekseri og hedenske ritualer, som var en alvorlig forbrydelse i sig selv.
Anklagede ved denne retssag var:
- Dorottya Szentes, også omtalt som Dorko
- Ilona Jó
- János Újváry, "Ibis" eller Fickó.
- Katalin Benicka

Dorko, Ilona og Fickó blev fundet skyldige og henrettet på stedet. Dorko og Ilona fik fingrene flået af, inden de blev kastet på bålet, mens Fickó, som blev fundet mindre skyldig, blev halshugget inden mødet med flammerne. Et skafot blev opstillet tæt ved slottet, for at vise at retfærdigheden var sket fyldest. Katalin Benicka blev dømt til livsvarigt fængsel, da hun kun var med, fordi hun blev domineret og tyranniseret af de andre kvinder, som det fremgår af vidnesbyrdet.

### De sidste år og døden
Elizabeth blev aldrig stillet for retten men sad i husarrest i et enkelt værelse indtil sin død. Kong Matthias tilskynde Thurzó til at få hende bragt for retten, og yderlig to notarier blev sendt for at samle mere bevismateriale. Men Kong Matthias forbød grevinden at komme ud af fængslet.
Den 21. august 1614 døde Elizabeth Báthory i sit slot. Hun blev begravet i kirken i Csejte.

## Detaljer af Anklagene
I 1610 og 1611 samlede de to notarer udsagn fra mere end 300 vidner. Udskrifter fra retssagen indeholder vidneudsagn fra de fire tiltale, og der udover udsagn fra yderlige 13 vidner. Præster, adelsmænd og borgere blev udspurgt. Blandt vidnerne var slotsfogeden og andet personale fra Sárvár slot.
Ifølge dem, var hendes yndglingsofre lokale bondepiger. Mange af dem blev lokket til slottet med løfter om godt betalt arbejde som tjenestepiger på slottet. Senere siges det, at hun begyndte at myrde døtre af lavadelen, som blev sendt til hendes gynaeceum af deres forældre for at lære beleven etikette. Bortførelser ser også ud til at være foregået . Hun blev desuden beskyldt for hekseri og hedenske ritualer.
Beskrivelserne af tortur, som dukkede op under retssagen, er baseret på rygter.
Grusomhederne som er beskrevet er blandt andet:
- Gentagne prygl i længere tid, som ofte førte til døden
- Forbrænding eller lemlæstelse af hænder, ansigt og kønsdele
- Afbiden af kødet på ansigtet, arme og andre kropsdele
- Fryse til døden
- Sulte ofrene

Brugen af nåle blev også nævnt i retten.
Nogle vidner navngav slægtninge, som var døde, mens de var på gynaeceum. Andre havde set spor efter tortur på lig. Nogle af dem var begravet på kirkegårde og andre steder.
Ifølge de tiltaltes tilståelser torterede og myrdede Elizabeth Báthory ikke kun sine ofre på slottet Csejte, men også på hendes ejendomme i Sárvár, Sopronkeresztúr/Deutschkreutz, Pozsony og Bécs og mellem disse lokaliteter.
Ud over de tiltalte blev flere andre angivet. De skulle have forsynet Elizabeth Báthory med unge piger. Pigerne blev skaffet enten ved bedrag eller magt.
En Anna Darvulia skulle ifølge rygterne have haft indflydelse på Báthorys sadistiske karriere, men hun var tilsyneladende død længe inden retssagen.
Antallet af unge kvinder myrdet og tortureret af Elizabeth Báthory er ukendt, men ofte tales der om hundrede mellem 1585 og 1610. Antallet afviger meget. Under retssagen talte Szentes og Fickó om henholdsvis 36 og 37 i deres tid. De andre anklagede anslog antallet til at være omkring 50. Mange på Sárvár slot anslog tallet af lig, som blev fjernet fra slottet, til at være imellem 100 og 200. Et vidne talte ved retssagen om en bog med en liste på 650 ofre, som skulle være skrevet af Elizabeth Báthory selv. Denne bog blev aldrig nævnt andre steder, og er aldrig fundet. Dog er antallet blevet en del af legenden, som omgiver Elizabeth Báthory.
László Nagy har hævdet at Elizabeth Báthory var offer for en sammensværgelse, et synspunkt benægtet af andre. Nagy hævdede at sagsanlægget var politisk motiveret. Sammensværgelseteorien er i overensstemmelse med Ungarns historie på den tid.

## Folkesagn, litteratur og populær kultur
Sagen om Elizabeth Báthory har inspireret talrige historier I det 18. og 19. århundrede, er den mest almindelige motif i disse bedrifter, at grevinden badede i sine ofres blod for at forblive smuk eller ung.
Legenden viste sig første gang på tryk i 1729 i Jesuiten László Turóczis Tragica historia, den første skrevne redegørelse af Elizabeth Báthory-sagen.
I begyndelsen af det 19. århundrede blev der rejst spørgsmål til det, og en sadistisk fornøjelse virkede langt mere sandsynlig, som motiv for Elizabeth Báthory forbrydelser.
I 1817 blev vidneudsagnene udgivet for første gang. De var fundet i 1765.
Vidneudsagnene påviste, at det var en myte blodbadene skete for at bevare grevindens ungdom. Radu Florescu og Raymond T. McNally har konkluderet, at teorien om at Elizabeth Báthory myrdede for sin forfængelighed udsprang af den tids fordomme om kønsroller. Kvinder ansås ikke for at være i stand til vold for voldens egen skyld.
Myten er ikke desto mindre vedvarende. Nogle versioner af historien bliver fortalt med det formål at fordømme kvindelig forfængelighed, mens andre versioner skal underholde. I det 20. og 21. århundrede har Elizabeth Báthory forsat optrådt i musik, film, bøger, skuespil, spil og legetøj og har herudover givet inspiration til lignende figurer.

### Vampyr legenden
Legenden faldt sammen med en vampyr skrækkampagne, der løb gennem Europa tidligt i 1800-tallet, og som nåede helt ind i de uddannede og videnskabelige cirkler. En stærk forbindelse imellem blodmyten og vampyrmyten, opstod før 1970’erne. Den første forbindelse blev lavet for fremme ny fiktion, ved at linke historien til den allerede succesfulde Dracula historie.
Nogle af Elizabeth Báthorys biografier især Raymond McNally har prøvet at anføre myterne med den sadistiske morder som inspiration for Bram Stokers roman fra 1897 Dracula. Han peger på ligheder i omgivelser og motiv, som Stoker måske har læst om hende. Denne teori er andre forfattere imod.